# Bigattiera di villa Roncioni

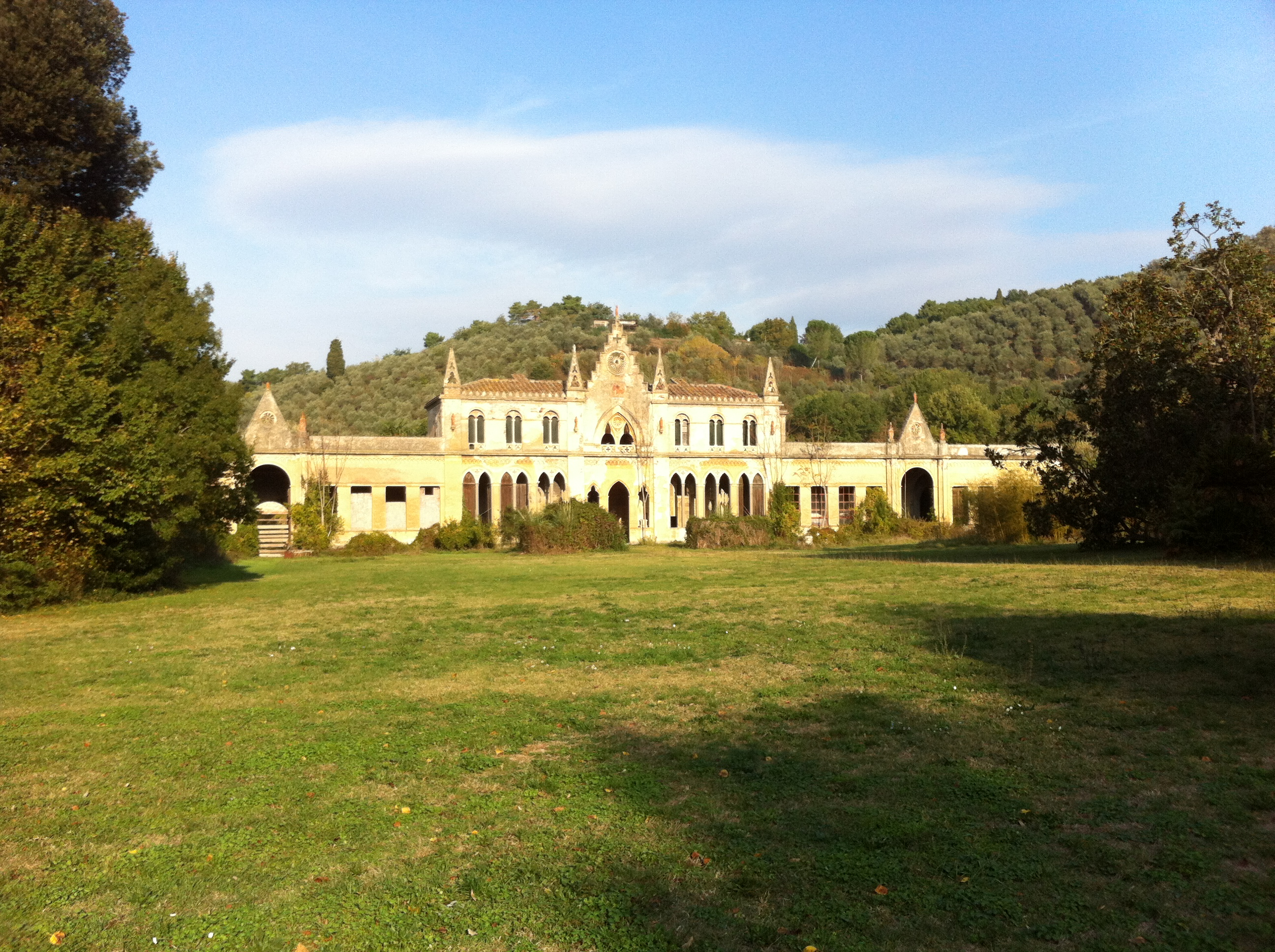
Veduta della Bigattiera, in degrado

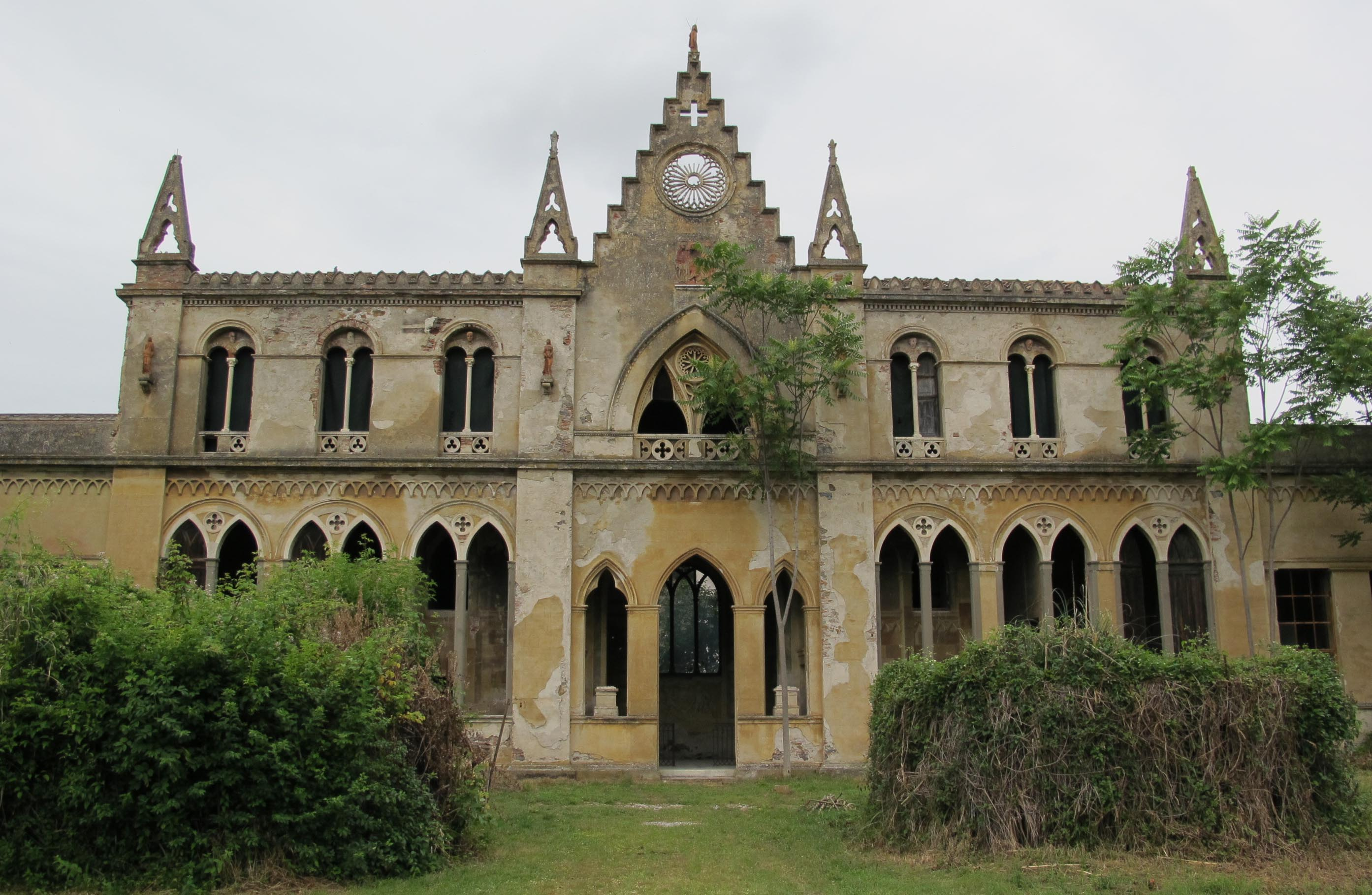
Facciata

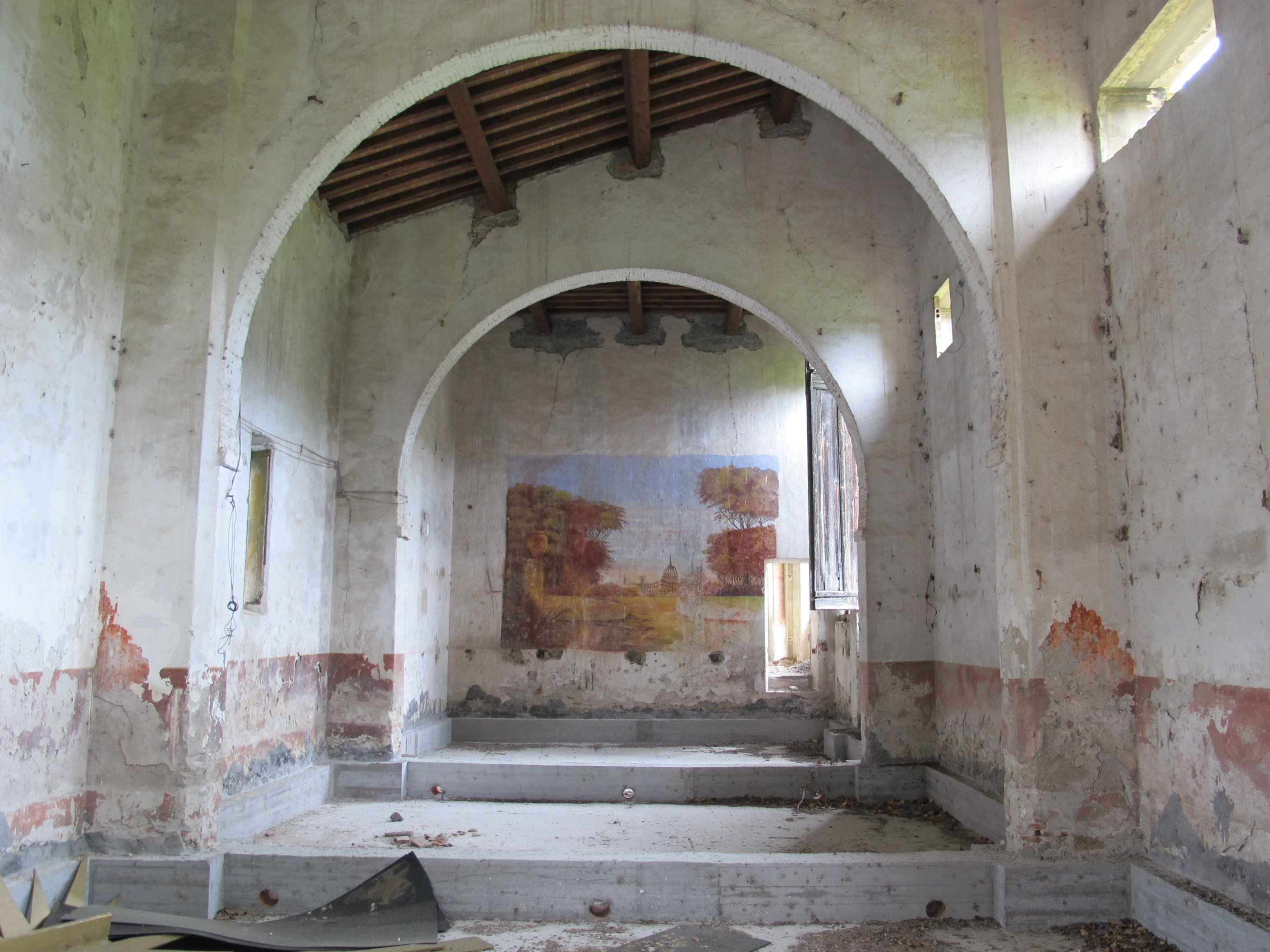
Interno

La Bigattiera di villa Roncioni si trova a Pugnano, nel comune di San Giuliano Terme (PI).

## Storia e descrizione
La storia della bigattiera è strettamente legata a quella della Villa Roncioni, il cui parco, nel tempo, fu arricchito con suggestivi manufatti in stile neogotico, neoclassico ed eclettico.
In particolare, nel 1822, Francesco Roncioni decise di far costruire nel parco un edificio destinato ad ospitare un allevamento di bachi da seta e le filande seriche.
Il padiglione sorse entro il 1826 su progetto dell'architetto pisano Alessandro Gherardesca, che costruì un edificio di gusto neogotico a margine di un vasto prato; esso è ritenuto il primo esempio in Italia di applicazione di stilemi neogotici ad una tipologia manifatturiera.
Seppur con alcune differenze rispetto al progetto pubblicato da Gherardesca nel volume La Casa di Delizia del 1826, nella Bigattiera confluirono infatti elementi dell'architettura del XIII e del XIV secolo, derivanti soprattutto da diversi monumenti pisani, quali la chiesa di Santa Maria della Spina, il Battistero e la Santa Caterina.
Archi acuti, ghimberghe e pinnacoli definiscono l'esteso prospetto del complesso, il quale è caratterizzato da un corpo centrale, su due piani, affiancato da due ali laterali più basse. Una veduta eseguita dallo stesso Gherardesca permette di cogliere la configurazione ideata dall'architetto per la parte centrale, ove era ospitata la "sala di trattamento"; la sala appare riccamente decorata nello stile troubadour, con tanto di bicromia parietale, un'elegante cancellata e una grande lumiera di gusto rococò.